# Caterina Vizzani
Caterina Vizzani, née à Rome en 1719 et morte à Sienne fin juin 1743, est une femme italienne qui s'est habillée en homme et a pris le nom de Giovanni Bordoni. C'est par l'autopsie de son cadavre que le changement d'identité est découvert. Le médecin anatomiste Giovanni Bianchi a écrit sa biographie.

## Biographie
Peu de choses sont connues sur son enfance et les informations viennent de l’unique biographie écrite par Giovanni Bianchi. Il rapporte qu'elle est d'origine modeste et qu’à l’âge de quatorze ans, l’adolescente s’habille en homme pour rendre visite à Margherita, une amie avec qui elle apprend la broderie. Le père de Margherita découvre la supercherie et menace de la dénoncer. À l'époque, l'homosexualité, masculine et féminine, est à la fois un crime devant la loi et un péché pour l'Église catholique. De plus, L'Église, s'appuyant sur le Deutéronome 22:5, interdit et condamne le travestissement vu comme une offense à la volonté divine, sauf pendant la période de carnaval. Caterina s’enfuit à Viterbe et prend le nom de Giovanni Bordoni.
Elle retourne à Rome quelque temps plus tard et confie à un prêtre de la Basilique Sainte-Marie-du-Trastevere qu’elle se cache pour échapper à la prison. Ce prêtre lui trouve un emploi de serviteur à Pérouse, puis elle entre au service de Francesco Maria Pucci da Monte Pulciano à Anghiari. Son travail est apprécié par son employeur, mais elle est aussi connue pour ses aventures féminines. Elle a une réputation de don Juan impénitent. Elle reste au service de Pucci et le suit à Ripafratta (subdivision de San Giuliano Terme), Montepulciano et Florence.
De retour à Ripafratta, elle tombe amoureuse de la nièce du curé de la paroisse et la convainc de fuir avec elle à Rome pour s’y marier. Elles sont rattrapées à quelques kilomètres de Sienne et Caterina est blessée à la cuisse par un tir d’arquebuse. Elle est emmenée à l’hôpital de Poggibonsi puis à celui de Sienne, l’hôpital Santa Maria della Scala, le 16 juin 1743, où le nom sur les registres de l'hôpital est celui de Giovanni di Francesco Bordoni Romano, âge 24 ans. La blessure est grave et Catarina en meurt.
La préparation du corps pour l’ensevelissement révèle que Bordoni est une femme et une autopsie est pratiquée non pour documenter la cause de la mort, qui est connue, mais pour établir si elle était enceinte et si elle était vierge. Sa virginité est établie et la nouvelle de son cas fait le tour de la ville. La rumeur fait de Caterina Vizzani un exemple d'une jeune fille qui a été contrainte à se déguiser en homme pour protéger sa virginité, et son corps, une couronne virginale posée sur la tête, est exposé à l'église pour rendre hommage à celle que certains considèrent comme sainte pour avoir protégé sa chasteté.
Deux années plus tôt, à Florence, Giovanni Bianchi, professeur d’anatomie à l’université de Sienne, et sa maisonnée avaient  séjourné dans la même auberge que Pucci et son valet Bordoni. À Sienne, le serviteur de Bianchi apprend l'hospitalisation de Bordoni et informe son maître  que le blessé a demandé son aide. N'estimant pas la blessure grave, Bianchi ne se rend pas immédiatement à l'hôpital. À la nouvelle que le défunt est une femme, il va examiner le corps autopsié . Intrigué par l'histoire de Vizzani-Bordoni, il fait des recherches sur sa vie, écrit et publie sa biographie en 1744. L'opuscule (29 pages) est imprimé à Florence mais, pour éviter la censure ecclésiastique, le lieu de publication indiqué est Venise.
Le livre est traduit en anglais, probablement par John Cleland qui y ajoute ses propres commentaires et modifications, et est publié à Londres en 1751 sous le titre de ‘’The True History and Adventures of Catharine Vizzani ’’. Une version en allemand paraît à Leipzig en 1755  dans la publication scientifique Allgemeines Magazin der Natur, Kunst und Wissenschaften.